# HD 91375
HD 91375 ( eller HR 4138) är en ensam stjärna i den södra delen av stjärnbilden Kölen som också har Bayer-beteckningen K Carinae. Den har en skenbar magnitud av ca 4,72 och är svagt synlig för blotta ögat där ljusföroreningar ej förekommer. Baserat på parallaxmätning inom Hipparcosuppdraget på ca 12,5 mas, beräknas den befinna sig på ett avstånd på ca 261 ljusår (ca 80 parsek) från solen. Den rör sig bort från solen med en heliocentrisk radialhastighet på ca 7,5 km/s. Utgående från stjärnans rörelse genom rymden kan den antas ingå i Sirius superhop.

## Egenskaper
HD 91375 är en vit till blå stjärna i huvudserien av spektralklass A1 V. Det råder emellertid oenighet om stjärnans utvecklingsstatus och den har tilldelats såväl underjätte,  som huvudserie eller jättestjärna.. Oväntat för en stjärna av spektraltyp A har ett magnetfält uppmätts kring stjärnan. Den har en massa som är ca 2,1 solmassor, en radie som är ca 3,5 solradier och har ca 75 gånger solens utstrålning av energi från dess fotosfär vid en effektiv temperatur av ca 9 200 K. Stjärnan visar ett överskott av infraröd strålning, vilket tyder på närvaro av en omkretsande stoftskiva med en svartkroppstemperatur av 45 K och en separation av 314,2 AE från stjärnan.